# Gamburtsev Subglacial Mountains
Gamburtsev Subglacial Mountains är en bergskedja i Antarktis. Den ligger i Östantarktis. Australien gör anspråk på området.